# Kerékteleki
Kerékteleki là một thị trấn thuộc hạt Komárom-Esztergom, Hungary. Thị trấn này có diện tích 29,46 km², dân số năm 2010 là 673 người, mật độ 23 người/km².